# Stati Generali del 1357
Gli stati generali del 1357 furono convocati dal delfino di Francia Carlo, detto successivamente Carlo il Saggio, a Parigi il 13 gennaio 1357.

## Le premesse: la prigionia di re Giovanni II
Il re di Francia Giovanni II succedette nel 1350 al padre, re Filippo VI, sul trono di Francia, come secondo della dinastia dei Valois. La successione fu contestata da Carlo II di Navarra, che, in quanto figlio di Giovanna II di Navarra, primogenita di re Luigi X di Francia, rivendicava il trono come membro della precedente dinastia, i Capetingi. Per tali ragioni dinastiche, e interessi economici dovute alla non sottomissione del regno di Navarra alla Francia, re Carlo II di Navarra si alleò con re Edoardo III d'Inghilterra che dal 1337 aveva iniziato una guerra, poi nota con il nome di Guerra dei Cent'anni, contro la Francia.
Durante una fase della guerra, condotta in territorio francese da Edoardo il Principe Nero, figlio di Edoardo III, i francesi respinsero il principe inglese sino a Poitiers, ma qui l'esercito francese venne sconfitto dagli inglesi, e re Giovanni II fu condotto prigioniero il 19 settembre 1356 dopo la disfatta del suo esercito, ma conducendo un'eroica battaglia. Infatti, il re decise di rimanere a combattere e non darsi alla fuga, per evitare di commettere lo stesso errore del padre Filippo VI, fuggito dalla Battaglia di Crécy del 1346.
Le gravose condizioni economiche dovute alla dispendiosa guerra, e la prigionia del re, portarono a due successive convocazioni degli Stati Generali nel corso del 1356. Da un lato si imposero nuove tasse, dall'altro si cercarono delle trattative con Inghilterra e Navarra per la liberazione del re prigioniero. La reggenza del regno di Francia fu affidata al delfino Carlo (poi noto come re Carlo V), di soli 18 anni.

## La convocazione degli Stati generali
L'importanza storica di questa convocazione risiede nella figura di Étienne Marcel, a cui venne affidata la gestione dell'assemblea insieme al vescovo di Laon Robert Le Coq. Étienne Marcel aveva già gestito la seconda convocazione degli Stati Generali del 1356. Grazie al potere rimasto vacante per la cattività del sovrano, Étienne Marcel cerca di limitare i poteri assoluti del re, facendo appoggio sulla nuova classe borghese di Parigi.
Durante questa assemblea si delinea la stesura della Grande Ordinanza, sorta di editto per limitare i poteri del sovrano, specie in campo economico.
Continuando il lavoro dei precedenti Stati Generali, furono inoltre votati dei sussidi per la popolazione e trattata la liberazione di re Giovanni II.
Furono però rifiutate le richieste d'imposizione di nuove tasse.

## Conseguenze: I nemici del delfino
La Francia è sull'orlo di una guerra civile: il vuoto politico lasciato dalla sconfitta di Poitiers e dalla cattura di re Giovanni ha dato libero sfogo alle ambizioni di commercianti e cittadini di Parigi. Il capo della potente Congregazione dei mercanti è Étienne Marcel. Egli rappresenta il punto di vista di una parte della popolazione, stanca della guerra e dei fallimenti dell'esercito francese, che vuole porre limiti al potere del re.
Su un altro fronte vi è la Navarra: il suo leader è Carlo II di Navarra, il Malvagio, conte di Evreux e re di Navarra. Cugino dei re di Francia, sentiva che le sue pretese alla corona di Francia erano equivalenti ai diritti dei Valois. Abile demagogo e assassino spietato (egli fu l'assassino di Carlo de la Cerda, un favorito di Giovanni II), Carlo il Malvagio è sicuramente una persona cinica e pericolosa. Si dimena in un doppio gioco tra gli inglesi e il delfino, promettendo il sostegno militare a Edoardo III d'Inghilterra, mentre giura fedeltà e amicizia al giovane delfino Carlo.